# 장양초등학교
장양초등학교는 대한민국 강원특별자치도 원주시 태장동에 있는 공립 초등학교이다.

## 학교 연혁
- 1947년 12월 3일 소초국민학교 장양분교장 설립인가
- 1949년 9월 6일 장양국민학교로 승격
- 1996년 3월 1일 장양초등학교로 개칭
- 1997년 3월 1일 병설유치원 개원
- 2019년 1월 16일 제68회 졸업식(졸업생 총수 4187명)
- 2019년 3월 1일 제28대 박성덕 교장 부임

## 참고 자료
- 장양초등학교 - 한국교육학술정보원 학교알리미